# Enrique Peñaranda del Castillo
Enrique Peñaranda Castillo (La Paz, Bolívia, 15 de novembre de 1892 - Madrid, Espanya, 22 de desembre de 1969) fou un militar bolivià, 48è President de Bolívia.
Elegit Comandant en Cap després de la destitució de Hans Kundt va ser un general que durant la Guerra del Chaco va fer el que va poder per frenar l'avenç enemic durant els anys 1934/35 des de Saavedra fins a Villa Montes. Peñaranda era molt bon organitzador i instructor però un estrateg regular. Prova d'això va ser la derrota en la batalla d'El Carmen on José Félix Estigarribia va aïllar dues divisions mentre el millor de l'exèrcit bolivià perseguia el Segon Cos paraguaià. També va ser responsable del desastre de Yrendagué on no va tenir prou poder de comandament perquè el coronel José David Toro es retirés. La seva defensa de Vila Montes va ser correcta.
Va participar en 1939 en el cop d'estat que en plena guerra va destituir el president Daniel Salamanca Urey, arribant a ministre de Defensa i va arribar a ser President de Bolívia entre 1940 i 1943. S'oposà al procés de nacionalització del petroli i va usar la força per aturar la vaga de mineria de 1942 en la que va haver nombrosos morts. Va morir a Madrid en 1969.